# 下條車站
下條車站（日语：／ Gejō eki */?）是一個位於日本新潟縣十日町市下条四丁目，由東日本旅客鐵道（JR東日本）所經營的鐵路車站。下条車站是JR東日本所屬的地方交通線鐵路、飯山線沿線的一個無人小站，在營運上是由JR東日本長野支社負責管理。

## 車站結構
側式月台1面1線的地面車站。曾經為對向式月台2面2線。軌道的西側為月台，再西側設有站舍。

## 相鄰車站
東日本旅客鐵道
■飯山線
魚沼中條－下條－越後岩澤

## 外部連結
- （日語）下条車站（JR東日本）（页面存档备份，存于）

1. 1 2 3 4 5 6  . 週刊朝日百科. 21号 新潟駅・弥彦駅・津南駅ほか. 朝日新聞出版. 2012-12-30: 27.